# Diecéze vilkaviškiská
Diecéze vilkaviškiská se nachází v Litvě a je římskokatolickou diecézí, sídlí ve městě Vilkaviškis, kde se nachází katedrála Panny Marie. Je součástí Kaunaské církevní provincie.

## Stručná historie

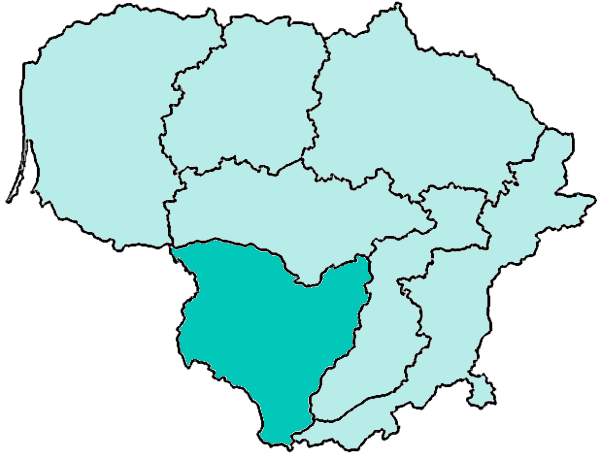
Mapa litevských diecézí - Vilkaviškis

Tato diecéze byla založena dne 4. dubna 1926 vyčleněním z diecéze łomżské a arcidiecéze kaunaské.

## Seznam biskupů a administrátorů
- 1926–1940 Mečislovas Reinys, Koadjutor
- 1926–1947 Antanas Karosas
- 1940–1944 Vincentas Padolskis, Koadjutor
- 1947–1949 Vincentas Vizgirda, administrátor
  - 1949–1989: spravována arcidiecézí kaunaskou
- 1989–2002: Juozas Žemaitis MIC
- od 5. ledna 2002: Rimantas Norvila